# 2000 ED32
2000 ED32 är en asteroid i huvudbältet som upptäcktes den 5 mars 2000 av LINEAR i Socorro County, New Mexico.
Asteroiden har en diameter på ungefär 12 kilometer.